# Rubén Naranjo
Rubén Naranjo (Buenos Aires,  27 de noviembre de 1929 - Rosario, 3 de octubre de 2005) fue un pintor, maestro, editor, investigador, escritor y militante de DDHH argentino. Fundador en 1964 de la Escuela de Artes Visuales de la Biblioteca Popular Constancio C. Vigil y de Editorial Biblioteca. En el año 2000 recibió en Polonia la Cruz de Caballero otorgada por el Presidente de la Republica por la difusión de la obra de Janusz Korczak. Ciudadano Ilustre de la ciudad de Rosario desde septiembre de 2005.  

## Biografía
Nace un 27 de noviembre de 1929 en Buenos Aires, pero es en la ciudad de Rosario donde arraiga y lleva a cabo su obra tanto artística como de creación de instituciones, espacios culturales, militancia y lucha que aún hoy llevan su impronta.
En 1958 egresa como Profesor de Pintura de la Escuela Superior de Bellas Artes de la Facultad de Filosofía, Letras y Ciencias de la Universidad Nacional del Litoral, dando comienzo a su carrera docente.
 

En el año 1969 participa de Tucumán Arde, experiencia que fue un quiebre en su visión artística y que lo acerca de forma definitiva a los movimientos sociales emergentes. La experiencia de esos años vividos se volcaron en diferentes estudios sobre los rosariazos.  Antes, en 1963, a raíz de un trabajo como muralista que le demandaría apenas tres meses, ocurre el hecho que más trascendencia le daría: se incorpora a la Biblioteca Popular Constancio C. Vigil. Crea la Escuela de Artes Visuales donde se dictaron cursos de arte sin distinciones de edad y sin ningún tipo de restricción. También crea la Editorial Biblioteca que desde 1966, y bajo la dirección de Rubén Naranjo, implementaría una política editorial de producción local y regional de excelencia. Publicaciones como La vuelta completa de Juan José Saer, Del otro lado de Paco Urondo y las obras completas de Juan L. Ortiz son una muestra de ello. Desde 1966 hasta 1977 (se interrumpe la labor editorial con la intervención militar de la Biblioteca) destacan más de 100 títulos de temas educativos, artísticos, literarios e históricos, que se impusieron frente al centralismo editorial arraigado en la Ciudad Autónoma de Buenos Aires.   
Conocí la Vigil de arriba de un andamio. Vine a hacer un trabajo por 30 y 40 días (los murales en el frente del establecimiento) y me demoré, estuvimos con amigos 90 días colgados de los andamios, frente al edificio, viendo lo que pasaba. Vi el trabajo, la atención que se tenía a los chicos del barrio. Para mí que no era del barrio, que venía de otro espacio, era muy ajeno.
En aquella época el único combustible que usaban los vecinos era el carbón, no había Gas y el kerosén era muy caro. El carbonero no dejaba el carbón en la puerta sino que llegaba hasta el depósito o la cocina de cada casa, el tipo sabía qué pasaba en cada casa. Un hombre sensible como Castro, pese a su analfabetismo, cuando veía libros o revistas viejas pedía llevárselas a la biblioteca, que era apenas un estante en la vecinal. Ese es el origen de la Biblioteca Vigil.
Con el golpe de Estado de 1976, Rubén Naranjo es cesanteado de sus diferentes trabajos como docente universitario y en la Biblioteca Popular Constancio C. Vigil, lo que lo lleva a trabajar como diseñador grafico para editoriales de la capital argentina. Con la vuelta de la democracia y en 1984, las autoridades constitucionales lo reintegran a la vida universitaria y es designado Director de la Escuela de Bellas Artes de la Facultad de Humanidades y Artes de la UNR.
Por esos años da comienzo a sus actividades en el campo de los Derechos Humanos. Fue fundador de la Asamblea Permanente por los Derechos Humanos (copresidente de la delegación Rosario) y del Foro Memoria y Sociedad (1997-2003). También presta su colaboración a Madres de Plaza de Mayo en su lucha infatigable. Estas actividades y militancia abarcaron desde las víctimas de la Dictadura Cívico Militar de 1976 a 1983 hasta los niños de la calle en Rosario, así como también las víctimas de los atropellos en democracia como las de gatillo fácil. Desde el año 2002 formó parte de la Comisión Investigadora No Gubernamental de Crímenes de Diciembre 2001.
  

El interés por los niños en general (manteniendo un pensamiento crítico sobre el sistema educativo y rescatando del olvido la obra, entre otros grandes educadores, de Olga y Leticia Cossettini), pero sobre todo por los chicos de la calle, lo ocuparon de diferentes maneras. Por un lado colaboró con innumerables organismos e instituciones a fines, destacándose su participación por más de 10 años en la asociación C.H.I.C.O.S. Y por otro lado la dedicación al estudio y difusión de grandes maestros y educadores que tuvieron la misma inquietud: los niños, pero sobre todo los niños de la calle, los desamparados. Será al maestro polaco doctor Janusz Korczak a quien dedicara gran parte de esta actividad, publicando Janusz Korczak, maestro de la humanidad en 2001. La difusión del pensamiento del maestro polaco (incluso antes de la publicación del libro, culminación de ese trabajo de años) le valió el reconocimiento  en Polonia con la Cruz de Caballero otorgada por el Presidente de la República. Junto al Centro de Estudios Sociales Rafael Barrett y la Biblioteca y Archivo Alberto Ghiraldo lograron homenajear al maestro dándole el nombre de Janusz Korczak a una calle del barrio la Tablada. 
Nada de lo que sabía como educador, por mi paso por la facultad y la escuela, nada me sirvió; solo me sirve estar con ellos para mantener el diálogo, porque las realidades son otras. Los chicos son parte de un pueblo maltratado humillado, ofendido, violado. Por la vestimenta, por el calzado, por su forma de caminar, por su forma de mirar y no mirar. Los chicos que están en la calle generalmente no miran más que al piso. Caminan lentamente, muy próximos a las paredes, suelen ir solos, uno o dos chicos, tres eventualmente… ¿De dónde vienen? ¿Qué hacían unas horas antes estos chicos que estamos viendo ahora, que vemos abrir las puertas de los taxis, lavando vidrios? ¿Qué hacían antes de verlos, antes de nuestro encuentro con ellos?¿Qué hacían antes? ¿De dónde vienen? Ante la pregunta del maestro, ¿qué es la justicia?, un niño toba contestó: "es tener frazadas". ¿Dónde vivís? Acá... o acaso, te sentís vivo estando en tu casa solamente? Yo vivo en la calle, acá. Uno está vivo siempre.
El 30 de septiembre de 2005 es designado Ciudadano Ilustre de la ciudad de Rosario.
Muere el 3 de octubre de 2005. Su archivo personal, de inigualable valor histórico, está compuesto por temas como: Educación, Arte, Política, Derechos Humanos, Dictadura, Chicos de la Calle, Bibliotecas Populares, Janusz Korczak, proyectos y creaciones editoriales.
La Escuela de Educación Secundaria Orientada (EESO) Nro. 513 de la ciudad de Rosario desde el año 2013 lo homenajea llevando el nombre de Rubén Naranjo.

### Dictadura y libros desaparecidos.
En el año 1977 la Biblioteca Popular Constancio C. Vigil es intervenida dando comienzo a la persecución de sus militantes, entre ellos Rubén Naranjo quien es cesanteado de sus funciones en la misma (Director del Instituto Secundario) y debe refugiarse en casa de amigos. Durante la intervención los militares destruyeron 5000 ejemplares de la primera edición del libro El fusilamiento de Joaquín Penina del poeta Aldo Oliva. Este acto constituyó en la categoría de Libro Desaparecido al del poeta rosarino, que no era otra cosa que la historia y la denuncia del primer desaparecido de la historia argentina durante el primer gobierno de facto de ese país en 1930. En ese 1977 la dictadura militar encabezada por Videla  llevaba a cabo de forma sistematizada y clandestina el crimen denunciado por aquel libro desaparecido y que terminó con la vida de Joaquín Penina: la desaparición de persona. En el año 2007 se encuentra un ejemplar que permitió la reedición del mismo.

### Curiosidades
Ante la pregunta obvia para la ciudad de Rosario, Rubén Naranjo respondía que era fanático de Deportivo Pasto, dando a entender que el futbol estaba lejos de ser uno de sus intereses. Sus nietos dicen que era de Rosario Central.[cita requerida]

## Obras literarias
- Janusz Korczak. Maestro de la humanidad. (Editorial MILA -Edic. Novedades Educativas. Buenos Aires, 2001)

- Rosario; historias de aquí a la vuelta La Biblioteca Popular Constancio C. Vigil. (Rosario, 1991)
- Territorio de Resistencia: Rubén Naranjo. (Rio Ancho Ediciones, Rosario, 2015)
- Los Rosariazos. Mayo y septiembre de 1969. (Ediciones AMSAFE, Santa Fe, 1999) - En https://rubennaranjo.com.ar/documentos/grafica_editorial/rosariazo_ruben_naranjo.pdf